# 转关口站
转关口站是位于重庆市綦江区文龙街道的一个铁路车站，邮政编码401421。车站有川黔铁路经过该站，车站及其上下行区间均已电气化；车站是不办理客运业务的四等站，隶属成都铁路局。
转关口站作为原綦江铁路綦江-三江段的车站于1950年10月建成通车，1960年代川黔铁路建设期间施工部门曾对本站进行改造以使其符合新线标准:311。2010年车站停办客运业务。车站货运目前货运办理整车不怕湿货物发到，货源吸引区为綦江区，主要办理发到货物品类为化肥、磷矿及硫铁矿。站内货场面积2500平方米，其中露天货区2000平方米。